# Alexander Calder

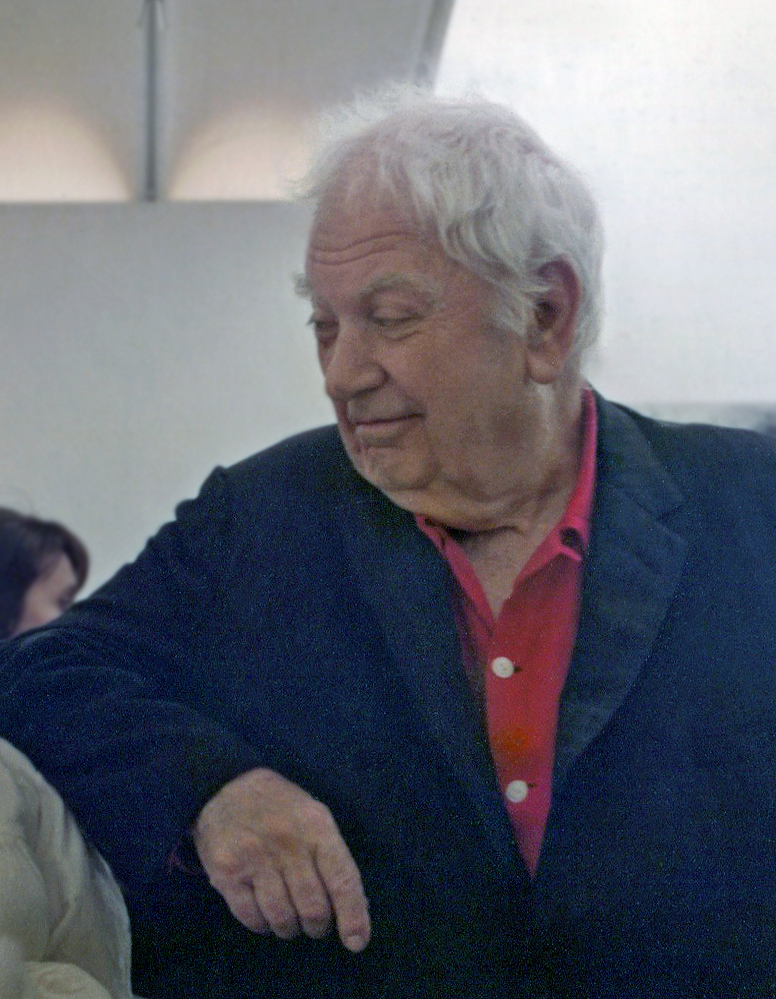
Alexander Calder 1968.

Alexander Calder (Lawnton, Pensilvânia, 22 de julho de 1898 — Nova Iorque, 11 de novembro de 1976), também conhecido por Sandy Calder, foi um escultor e pintor estadunidense famoso por seus móbiles. Foi famoso por esculturas de grande porte, ele produziu numerosas figuras de arame, nomeadamente para circos em miniatura.

## Biografia
Filho de um pai escultor e de uma mãe pintora, Alexander Calder nasceu nos Estados Unidos da América, em Lawnton, na Pensilvânia, quando criança, Alexander Calder fazia seus próprios brinquedos. Em 1902 com apenas quatro anos de idade, ele esculpiu uma estátua de um elefante feito de argila, no que hoje é o local do Metropolitan Museum of Art, em New York. Formou-se em engenharia mecânica.
Calder tinha uma irmã mais velha, Margaret "Peggy" Calder nasceu em 1896, seu nome de casada era Margaret Calder Hayes, ela foi fundamental para o desenvolvimento da UC Berkeley Art Museum.
Antes de se dedicar à escultura ele foi pintor e ilustrador, em 1923 ele também passou a estudar em Nova Iorque, no Art Students League, tendo concluído o curso em 1926.
Em 1926, após visitar a Grã-Bretanha, fixou-se em Paris, onde conheceu os surrealistas, os dadaístas e os componentes do grupo De Stijl. Data dessa época sua amizade com Joan Miró. Em Paris, Alexander apresentou um conjunto de esculturas em madeira. Construiu um circo em miniatura, com animais de madeira e arame. Os seus “espetáculos” eram assistidos por artistas e intelectuais. Fez, também em arame, as suas primeiras esculturas: Josephine Baker (1926), Romulu and Remus (1928), Spring (1929). A escala e dimensão destas esculturas varia bastante, podendo chegar aos cinco metros, como é o caso do mobile executado para o Aeroporto JFK, em Nova Iorque.
De 1931 datam as suas primeiras construções abstratas, nitidamente influenciadas por Mondrian, nesse mesmo ano Calder em uma de suas viagens conheceu Louisa James, sobrinha-neta do escritor Henry James, com quem se casou. Os primeiros móbiles são de 1932.
Em 1933 Calder voltou aos Estados Unidos. Em 1948 viajou à América do Sul e novamente em 1959. Nessa última ocasião, visitou o Brasil, onde expôs no Museu de Arte de São Paulo. Em 1950 foi à Escandinávia.
Calder ocupa lugar especial entre os escultores modernos. Criador dos stabiles, sólidas esculturas fixas, e dos móbiles, placas e discos metálicos unidos entre si por fios que se agitam tocados pelo vento, assumindo as formas mais imprevistas – a sua arte, no dizer de Marcel Duchamp, “é a sublimação de uma árvore ao vento”.
Calder foi o primeiro a explorar o movimento na escultura e um dos poucos artistas a criar uma nova forma – o mobile. Nos últimos anos mantinha um estúdio em Saché, perto de Tours  e embora vivesse aí a maior parte do tempo, conservou sua fazenda de Roxbury, Connecticut, comprada em 1933, e que se tornara um verdadeiro repositório de trabalhos e objetos feitos por ele – desde os andirons espiralados da lareira rústica até às bandejas feitas com latas de azeite italiano.
Em 1952, Calder representou os Estados Unidos na Bienal de Veneza e foi premiado com o prêmio principal para a escultura. Ele também ganhou o Primeiro Prémio de Escultura na Pittsburgh International de 1958.
Dois meses após sua morte em novembro de 1976, Calder foi condecorado com a Medalha Presidencial da Liberdade, atribuída pelo presidente Gerald Ford, no entanto sua família acabou boicotando a cerimônia em 10 de janeiro de 1977, a favor da anistia da Guerra do Vietnã.

## Galeria

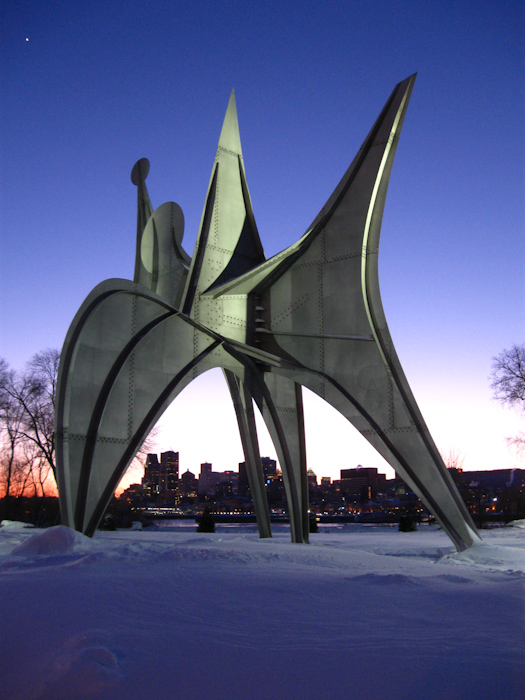
O Homem (1967), no Parc-des-Îles, Montreal, Quebec, Canadá.
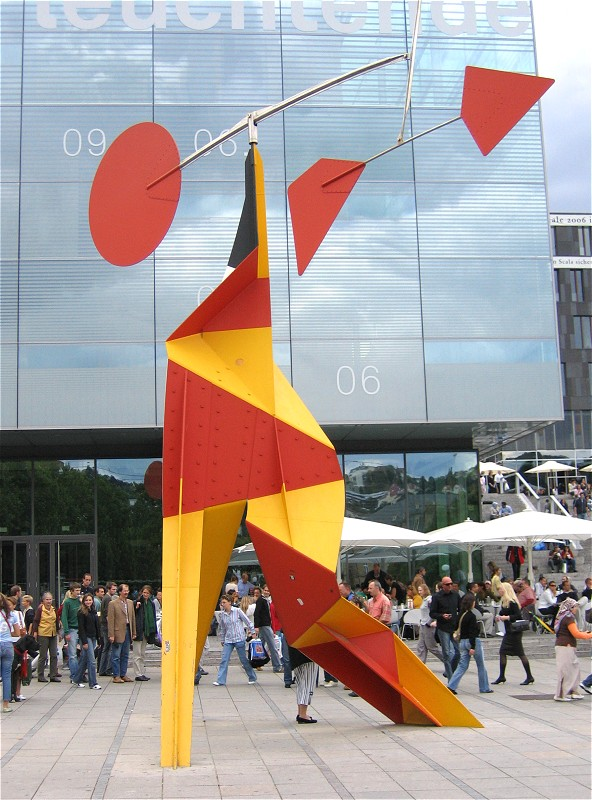
Dobradura com disco vermelho, 1973. Schlossplatz, Stuttgart.
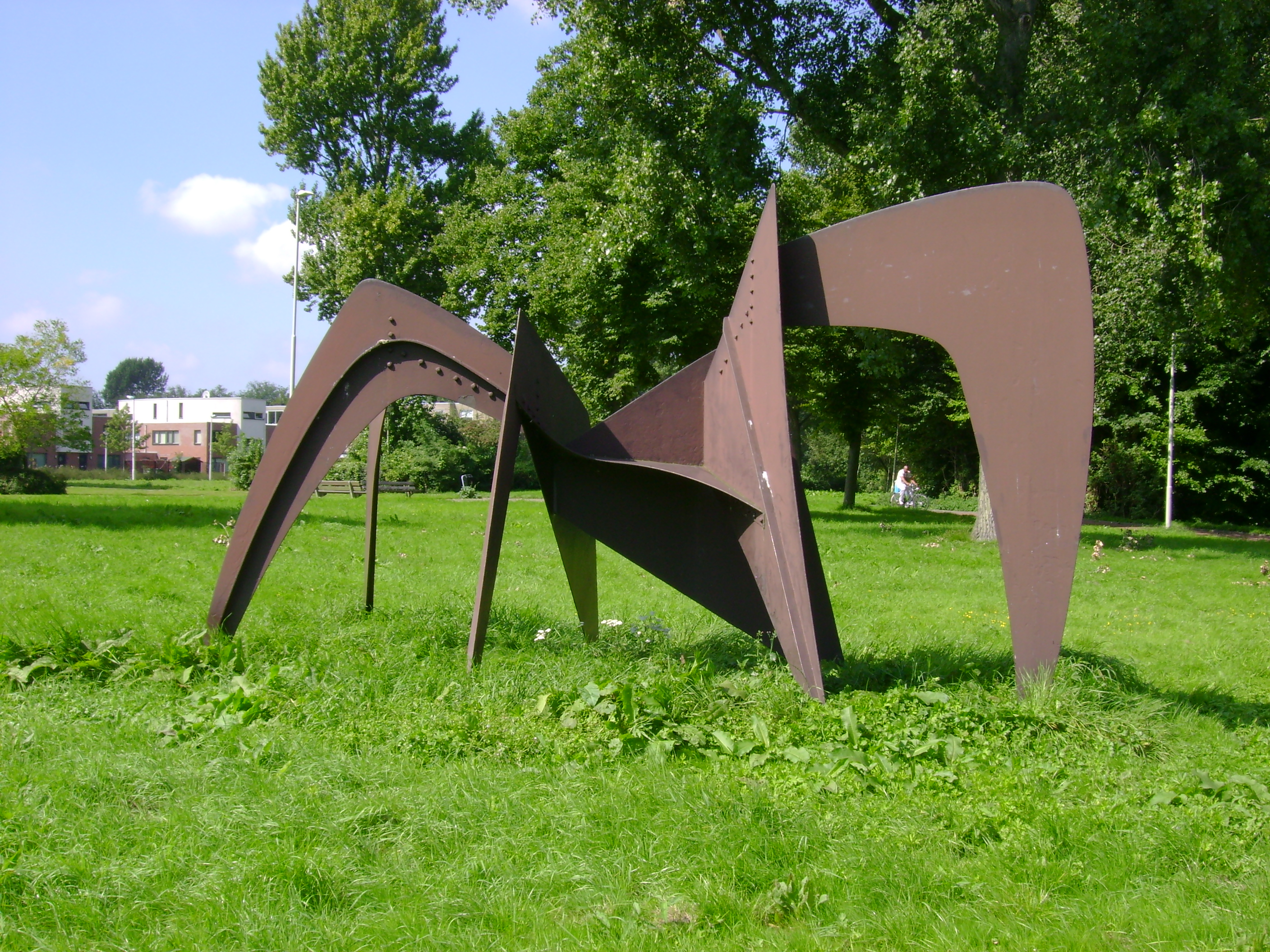
O tamanduá (1963), Rotterdam, Países Baixos.
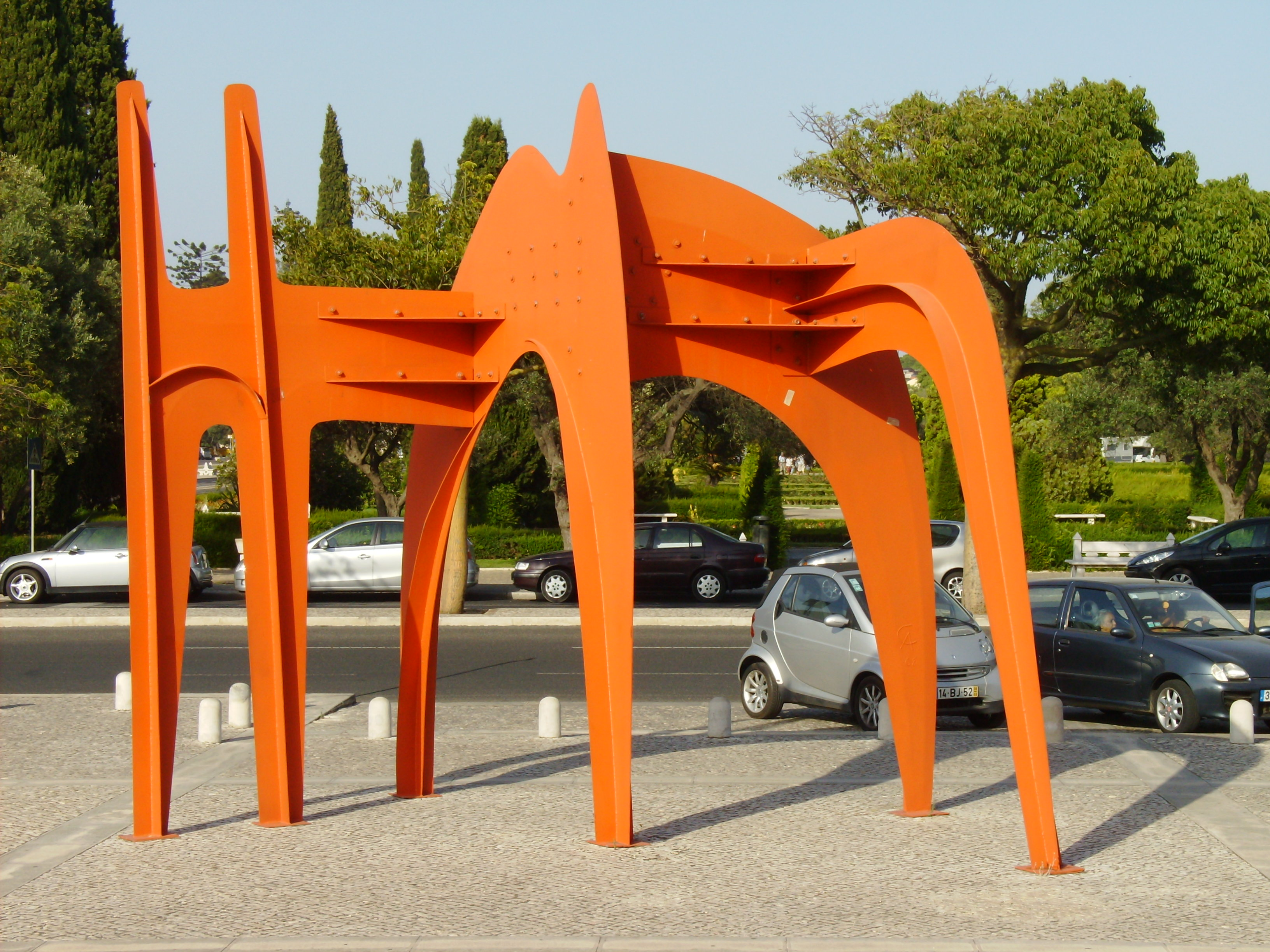
Sem título (1968). Aço pintado. Centro Cultural de Belém, Lisboa, Portugal.
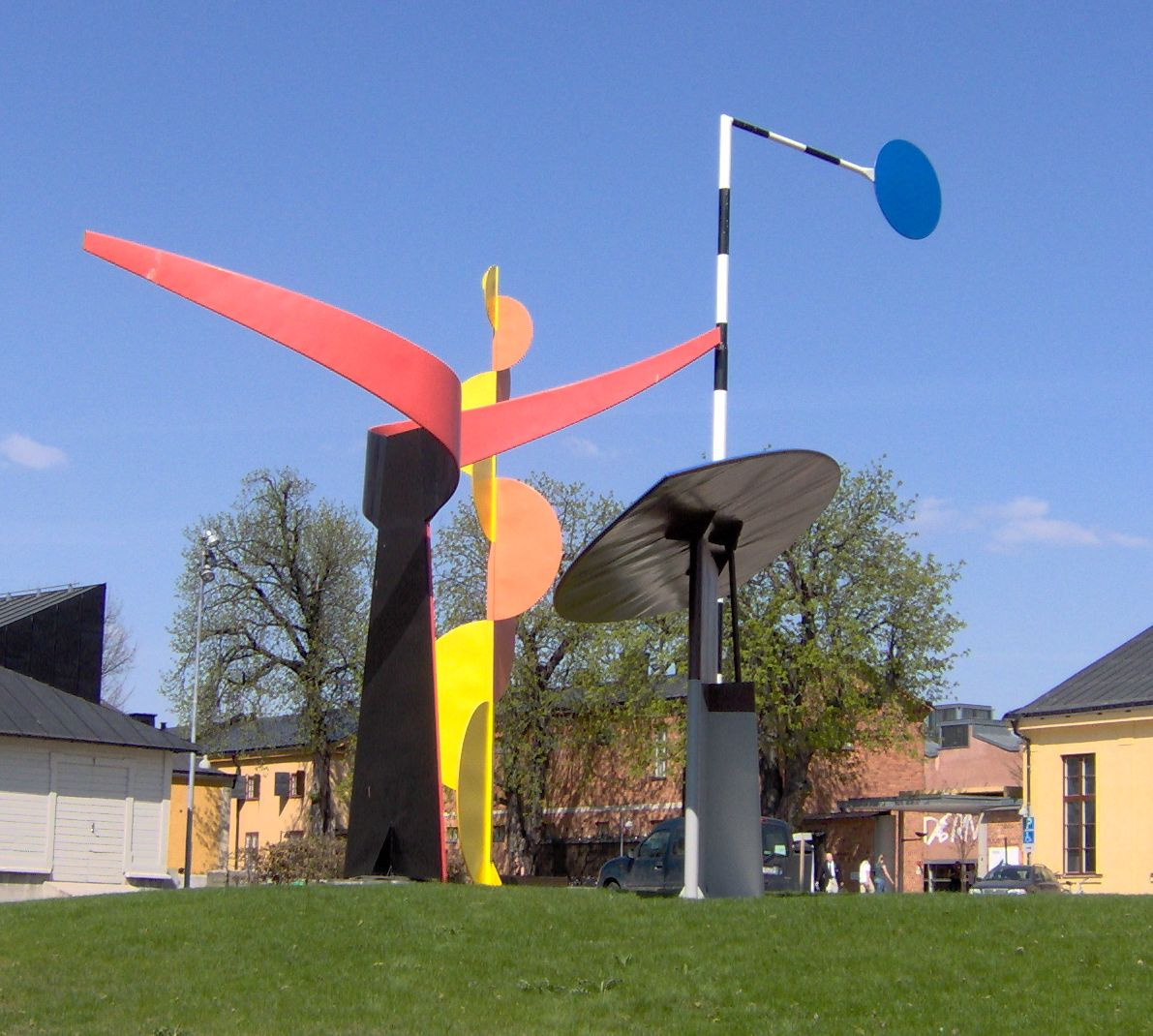
Os quatro elementos, na área externa do Museu de Arte Moderna de Estocolmo, Suécia.
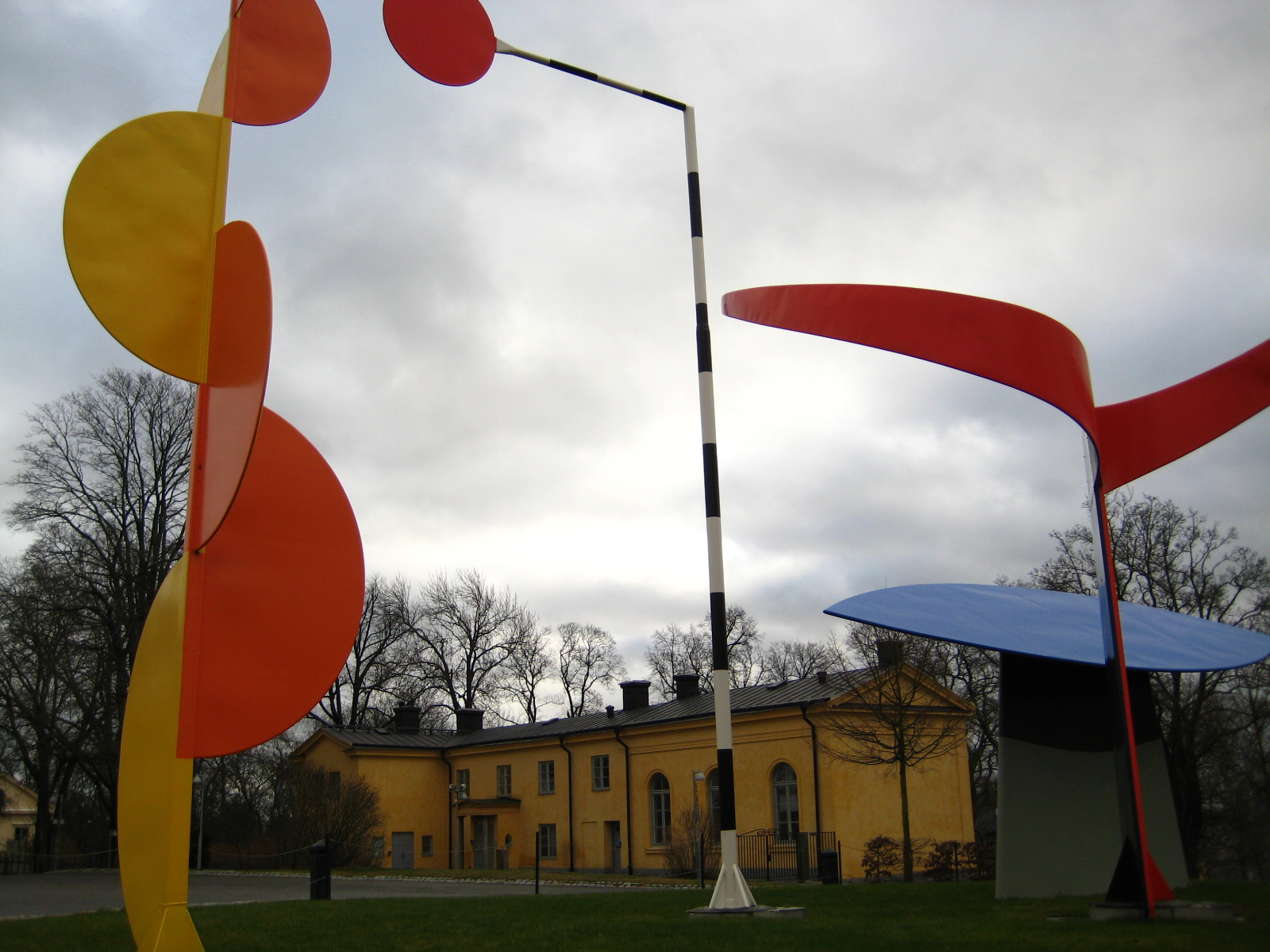
Os quatro elementos, Museu de Arte Moderna de Estocolmo, Suécia.
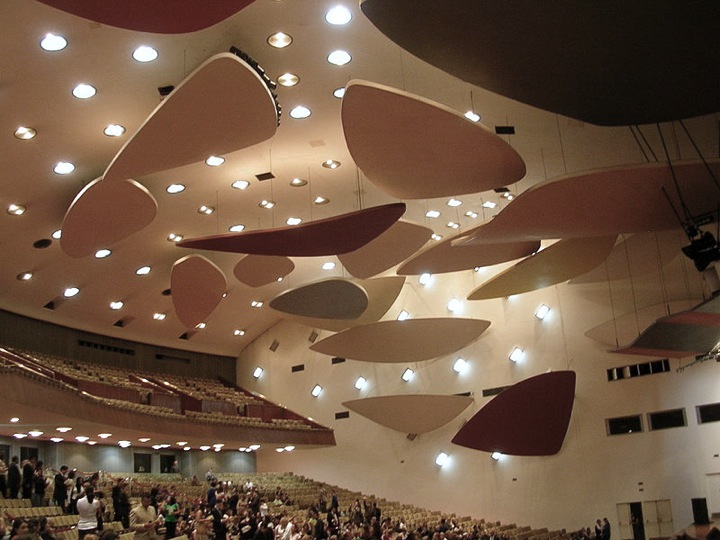
Nuvens acústicas (1953). Aula Magna da Universidade Central da Venezuela.
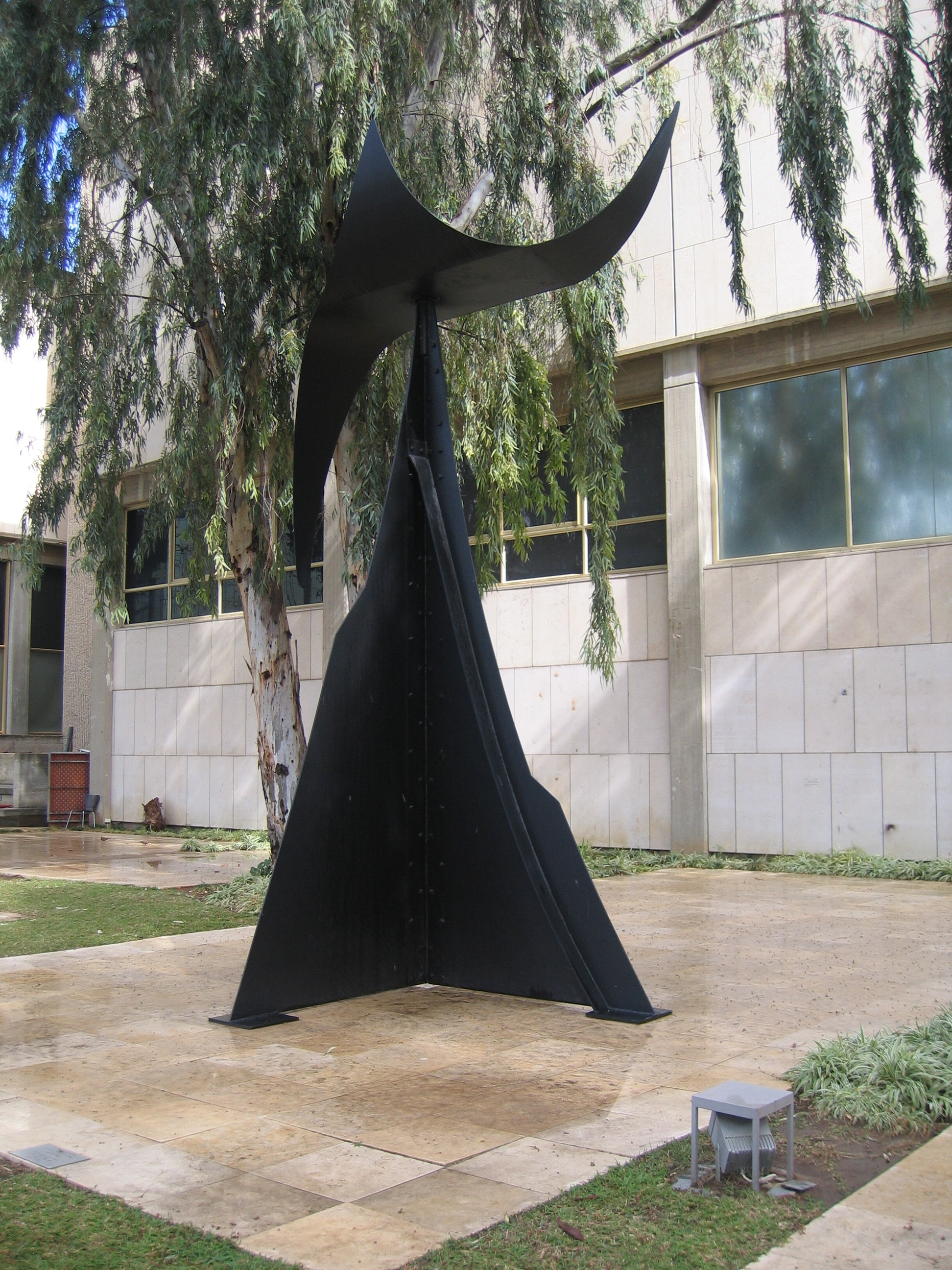
Folha de árvore (1974)  Tel Aviv, Israel.
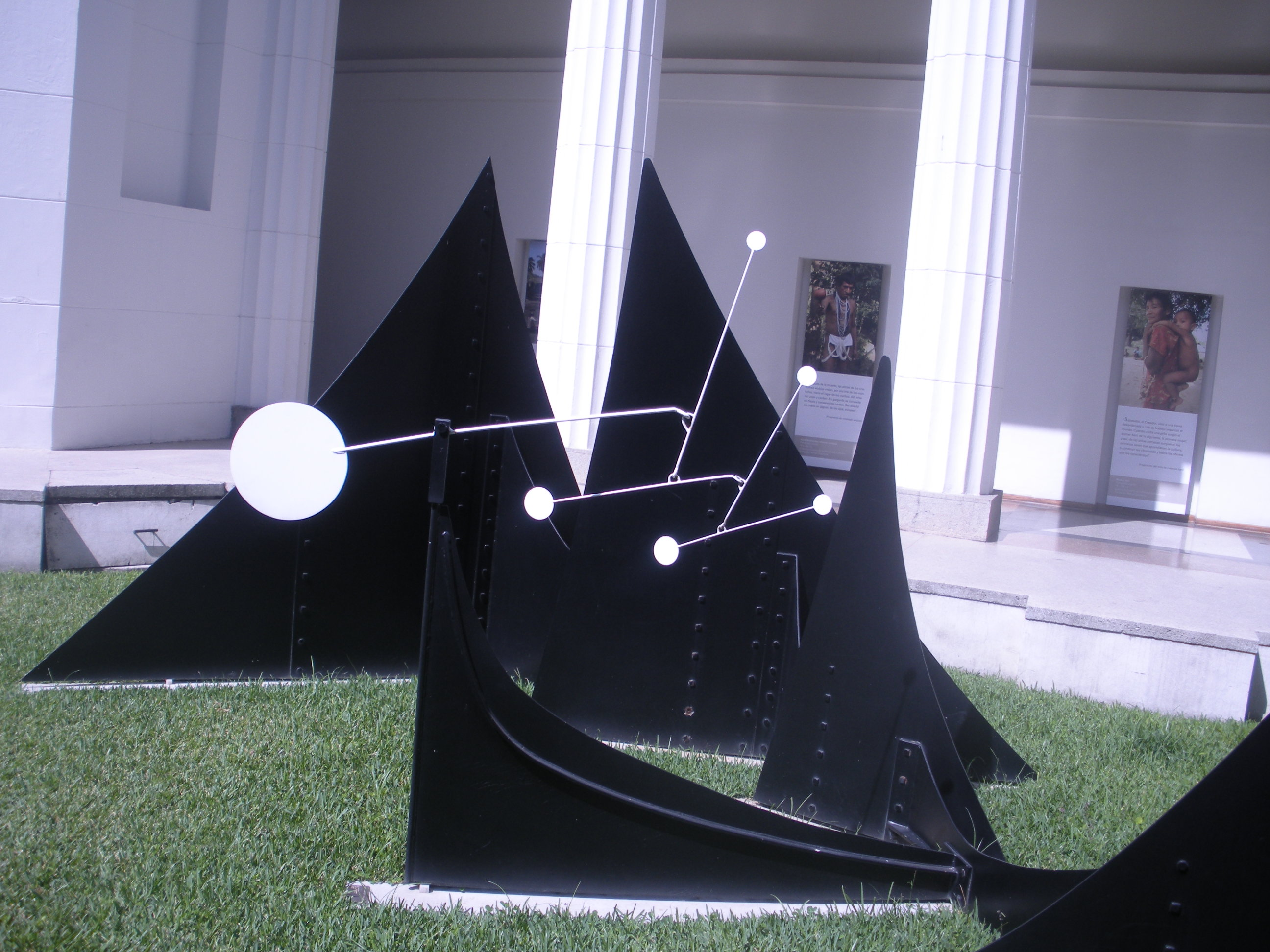
A Cidade (1960). Jardim interno do Museu de Belas Artes de Caracas, Venezuela.
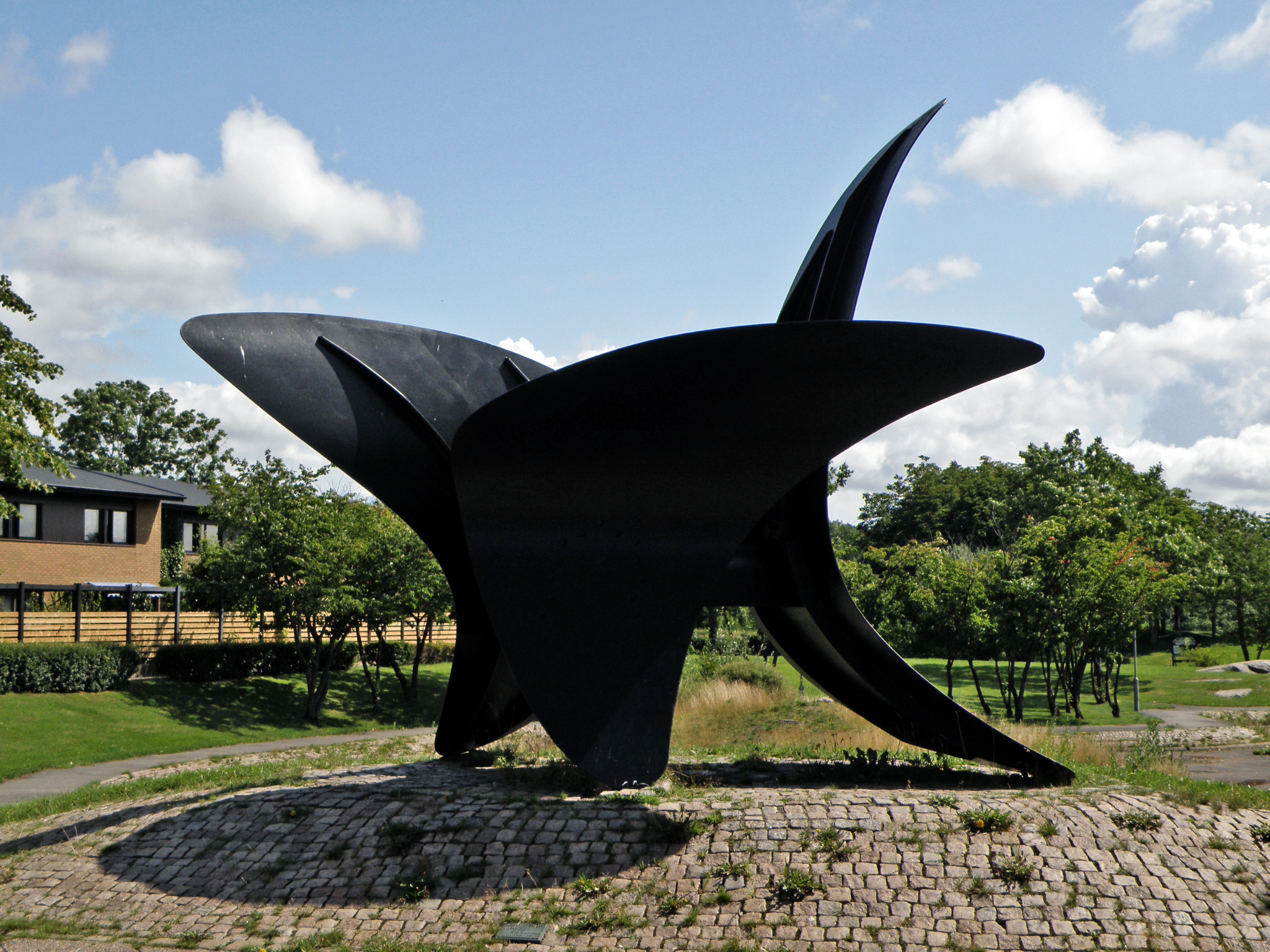
As três asas (1967). Blå stället, Angered, Gotenburg, Suécia.
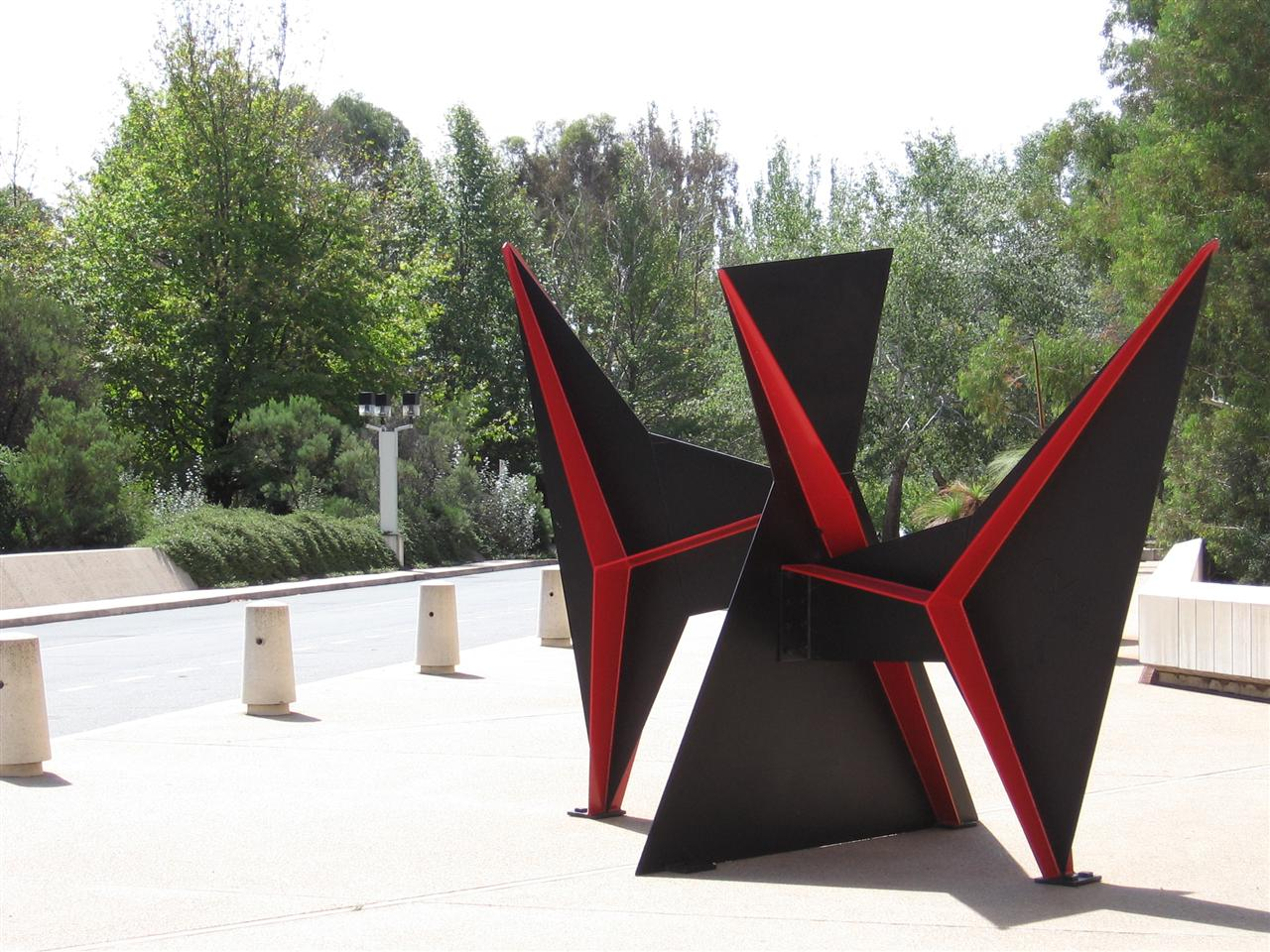
Bobina, Galeria Nacional da Austrália, Canberra.

## Obras selecionadas
- Dog (Cão) (1909) Folha latão dobrado. Feito como presente para os pais deles.
- The Flying Trapeze (O trapézio voando) (1925), óleo sobre tela, 91 x 107 cm.
- Elephant (Elefante) (em torno de 1928) Fio e madeira. Uma figura no Circo Calder, 29 x 17 x 74 cm.
- Aztec Josephine Baker (em torno de1929), fio 142 x 25 x 23 cm. Uma figura no Circo Calder, e um representação da Josephine Baker, a dançadora exuberante principal de La Révue Nègre na Folies Bergère.
- Untitled (Sem título) (1931), fio, madeira, e motor. Um dos primeiros móbeis cinéticos.
- Cone d'ebene (1933), ébano, barra do metal e fio. Primeiro móbil suspenso.
- Form Against Yellow (forma contrastado com amarela) (1936), metal de folha, fio, madeira de folha, corda e tinta.
- Mercury Fountain (fonte de mercúrio) (1936) mercúrio, resina.
- Devil Fish (Peixe diabo) (1937), metal de folha, parafusos, madeira de folha, corda, e tinta. Móbil suportado pelo parede.
- 1939 New York World's Fair (1938), metal de folha, fio, madeira, corda, e tinta.
- Necklace (colar) (cerca de 1938) fio latão, vidro e espelha.
- Sphere Pierced by Cylinders (Esfera perfurada por cilindros) (1939), fio e tinta.
- Lobster Trap and Fish Tail (Armadilha da lagosta e cauda de peixe) (1939), metal de folha, fio, Móbil suspendido, o desenho para a escadaria do Museum of Modern Art, Nova Iorque.
- Black Beast (besta preta) (1940), metal de folha, parafusos, e tinta. Estável.
- S-Shaped Vine (videira com forma de S) (1946), metal de folha, fio, e tinta. Móbil suspendido.
- Sword Plant (Planta de Espada) (1947), metal de folha, fio, e tinta. Estável.
- Snow Flurry (Nevada), (1948), metal de folha, fio, e tinta. Móbil suspendia,[8] Chicago, Illinois, EUA.
- The Red Feather (A pena vermelha) (1975), aço pintado preto e vermelho, 3,35 x 1,91 x 3,40 m, o Kentucky Center.
- Untitled (Sem título) (1976), favo de mel de alumínio, tubos, e tinta, 9,11 x 23,16 m, National Gallery of Art, Washington DC, EUA.
- Mountains and Clouds (1976), alumínio e aço pintado, 15,54 x 22,86 m, Hart Sentate Office Building, Washington DC.
- CALIFORNIA The Hawk for Peace, 1968, Art Museum, University of California em Berkeley, Three Quintains, 1964, condado de Los Angeles.